# 下团堡乡
下团堡乡，是中华人民共和国山西省朔州市朔城区下辖的一个乡镇级行政单位。

## 行政区划
下团堡乡下辖以下地区：
下团堡村、下窑村、刘家口村、店坪村、沙涧村、全武营村、小堡村、长头村、铺上村、秋寺院村、上庄头村、下庄头村、峙峪村、上磨石沟村、白家窑村、下磨石沟村、大白坡村、李家窑村、小白坡村、仓房坪村、大禹坪村、筷子坪村、武家庄村、石庄窝村、四圣店村、孙子嘴村、马营堡村、上团堡村、田家窑村和霍庄村。

## 全国重点文物保护单位
峙峪遗址：位于峙峪村。1963年发现。为一处较大型的旧石器时代晚期遗址。